# Клещова
Клещова (пол. Kleszczowa) — село в Польщі, у гміні Пілиця Заверцянського повіту Сілезького воєводства.
Населення — 346 осіб (2011).
У 1975-1998 роках село належало до Катовицького воєводства.

## Демографія
Демографічна структура станом на 31 березня 2011 року:
|          | Загалом | Допрацездатний вік | Працездатний вік | Постпрацездатний вік |
| -------- | ------- | ------------------ | ---------------- | -------------------- |
| Чоловіки | 176     | 29                 | 124              | 23                   |
| Жінки    | 170     | 24                 | 101              | 45                   |
| Разом    | 346     | 53                 | 225              | 68                   |